# Kilifarevo Island
Kilifarevo Island (englisch; bulgarisch остров Килифарево ostrow Kilifarewo) ist eine 640 m lange und 350 m breite Insel im Archipel der Südlichen Shetlandinseln. In der Gruppe der Aitcho-Inseln in der English Strait liegt sie 0,85 km nordwestlich von Jorge Island, 0,46 km nördlich der Riksa-Inseln und 0,35 km südöstlich des Morris Rock.
Bulgarische Wissenschaftler kartierten sie 2009. Die bulgarische Kommission für Antarktische Geographische Namen benannte sie im selben Jahr nach der Stadt Kilifarewo im Norden Bulgariens.